# ستب إن رع
ستب إن رع (مصرية قديمة: المختارة من رع) كانت أميرة مصرية قديمة من الأسرة الثامنة عشرة؛ الابنة السادسة والأخيرة للفرعون أخناتون زوجته نفرتيتي.

## عائلتها
ولدت ستب إن رع في حوالي العام الثامن إلى العام عشر من حكم والدها أخناتون في مدينة تل العمارنة. كان لديها خمس أخوات أكبر منها تدعى ميريت آتون، وميكيت آتون، وعنخ إسن آمون، ونفرنفرو آتون تاشيريت، ونفرنفرو رع.

## حياتها
واحدة من أقدم صور ستب إن رع موجودة في لوحة جدارية من بيت الملك في العمارنة. تم تصويرها وهي جالسة في حضن والدتها نفرتيتي. تعرضت اللوحة الجدارية لأضرار بالغة ولم يتبق منها سوى يد ستب إن رع. يعود تاريخ اللوحة الجدارية إلى العام التاسع لأخناتون، وتم تصوير الأسرة بأكملها.
المرة التالية التي ظهرت فيها الأميرات الست معًا كانت في السنة الثانية عشرة من حكم ابيهم، في اليوم الثامن من الشهر الثاني من الشتاء، أثناء ما يسمى بـ "استقبال الجزية الأجنبية". تم تصوير هذا الحدث في مقابر ميري رع الثاني وهويا في مقبرة ميري رع الثاني، يظهر أخناتون ونفرتيتي جالسي، ويتلقيان الجزية من الأراضي الأجنبية. تظهر بنات الزوجين الملكيين واقفين خلف والديهما. ستب إن رع هي الابنة الأخيرة في السجل السفلي. وهي تقف مباشرة خلف أختها نفرنفرو رع التي تحمل غزالاً. تظهر ستب إن رع وهي تمد يدها لتداعب الغزال.

## وفاتها
في مقبرة أخناتون الملكية تم كتابة أسماء خمس أميرات فيها، حُيث تم لصق اسم نفرنفرو رع تصوير أربع أميرات فقط. ربما يعني هذا أن ستب إن رع توفيت قبل نفرنفرو رع، ومن المحتمل أن ستب إن رع توفيت في حوالي العام 13 أو 14، قبل أن تبلغ عيد ميلادها السادس. نظرًا لعدم ظهورها في مشهدة جنازة الأميرة ميكيت آتون ، فمن المحتمل أنها توفيت قبل مكيتاتون فُيعتقد أنها كانت اول إبنه لأخناتون ونفرتيتي تتوفى.